# Сісайд (Орегон)
Сісайд (англ. Seaside) — місто (англ. city) в США, в окрузі Клетсоп штату Орегон. Населення — 7115 осіб (2020).

## Географія
Сісайд розташований за координатами 45°59′20″ пн. ш. 123°55′15″ зх. д. / 45.98889° пн. ш. 123.92083° зх. д. (45.989019, -123.920958).  За даними Бюро перепису населення США в 2010 році місто мало площу 10,70 км², з яких 10,19 км² — суходіл та 0,51 км² — водойми.

### Клімат
| Клімат : Сісайд         | Клімат : Сісайд | Клімат : Сісайд | Клімат : Сісайд | Клімат : Сісайд | Клімат : Сісайд | Клімат : Сісайд | Клімат : Сісайд | Клімат : Сісайд | Клімат : Сісайд | Клімат : Сісайд | Клімат : Сісайд | Клімат : Сісайд | Клімат : Сісайд |
| Показник                | Січ.            | Лют.            | Бер.            | Квіт.           | Трав.           | Черв.           | Лип.            | Серп.           | Вер.            | Жовт.           | Лист.           | Груд.           | Рік             |
| Середній максимум, °C   | 11,2            | 12,1            | 12,9            | 14,0            | 16,0            | 17,5            | 19,1            | 19,8            | 19,6            | 16,7            | 12,7            | 10,6            | 15,2            |
| Середня температура, °C | 7,4             | 7,7             | 8,4             | 9,6             | 11,8            | 13,6            | 15,2            | 15,6            | 14,4            | 11,9            | 8,9             | 6,7             | 10,9            |
| Середній мінімум, °C    | 3,7             | 3,2             | 4,1             | 5,1             | 7,5             | 9,7             | 11,4            | 11,4            | 9,3             | 7,1             | 5,1             | 2,9             | 6,7             |
| Норма опадів, мм        | 273             | 213             | 215             | 153             | 104             | 84              | 37              | 31              | 58              | 157             | 296             | 268             | 1890            |
| Днів з опадами          | 20,4            | 16,7            | 19,4            | 17,0            | 14,4            | 11,8            | 8,1             | 6,9             | 8,4             | 14,2            | 20,4            | 19,6            | 177,4           |
| ----------------------- | --------------- | --------------- | --------------- | --------------- | --------------- | --------------- | --------------- | --------------- | --------------- | --------------- | --------------- | --------------- | --------------- |
| Джерело: NOAA           |                 |                 |                 |                 |                 |                 |                 |                 |                 |                 |                 |                 |                 |

## Демографія
Згідно з переписом 2010 року, у місті мешкало 6457 осіб у 2969 домогосподарствах у складі 1565 родин. Густота населення становила 603 особи/км².  Було 4638 помешкань (433/км²).
Расовий склад населення:
| - 88,1 % — білих - 1,4 % — азіатів - 0,8 % — корінних американців - 0,6 % — чорних або афроамериканців - 0,1 % — вихідців з тихоокеанських островів - 5,8 % — осіб інших рас |

До двох чи більше рас належало 3,1 %. Частка іспаномовних становила 12,4 % від усіх жителів.
За віковим діапазоном населення розподілялося таким чином: 20,0 % — особи молодші 18 років, 62,6 % — особи у віці 18—64 років, 17,4 % — особи у віці 65 років та старші. Медіана віку мешканця становила 41,5 року. На 100 осіб жіночої статі у місті припадало 93,4 чоловіків;  на 100 жінок у віці від 18 років та старших — 92,1 чоловіків також старших 18 років.
Середній дохід на одне домашнє господарство  становив 56 409 доларів США (медіана — 37 887), а середній дохід на одну сім'ю — 64 365 доларів (медіана — 42 454). Медіана доходів становила 34 167 доларів для чоловіків та 30 391 долар для жінок. За межею бідності перебувало 19,3 % осіб, у тому числі 25,6 % дітей у віці до 18 років та 6,0 % осіб у віці 65 років та старших.
Цивільне працевлаштоване населення становило 2680 осіб. Основні галузі зайнятості: мистецтво, розваги та відпочинок — 19,6 %, роздрібна торгівля — 17,3 %, освіта, охорона здоров'я та соціальна допомога — 17,3 %.